# Alexandre Bengué
Alexandre Bengué (* 22. prosince 1975, Lourdes) je francouzský rallyový jezdec. Bengué byl továrním jezdcem týmu Škoda Motorsport v mistrovství světa v rallye v roce 2005, v roce 2006 získal dva body v MS jako soukromý jezdec.

## Kariéra
Bengué začal svou rallyovou kariéru v roce 1998, kdy vyhrál šampionát Volant Rally Jeunes pořádanou Fédération Française du Sport Automobile (FFSA). V roce 2002 začal soutěžit ve francouzském šampionátu v rallye s Peugeotem 206 WRC, kde vyhrál jednu soutěž. V následujícím roce vyhrál čtyři soutěž na cestě k titulu mistra Francie v asfaltové rally. Zúčastnil se také Tour de Corse s Peugeotem 206 WRC, ale kvůli mechanické závadě byl nucen odstoupit.
V roce 2004 znovu vyhrál čtyři francouzské soutěže, ale titul mu unikl a skončil druhý. Zúčastnil se dvou závodů MS, skončil desátý na Rallye Deutschland. V listopadu byl oznámen jako jezdec továrního týmu Škoda Motorsport pro sezónu 2005. Na asfaltových podicích jezdil s druhým vozem týmu.
Při svém debutu s týmem na Rallye Monte Carlo skončil devátý a druhý den získal dvě etapová vítězství. Jeho další start za tým přišel v Německu, ale po sjetí ze silnice ve třetí etapě odstoupil. Jeho třetí start za tým byl na domácím závodě na Korsice, kde skončil na šestém místě, což odpovídá historicky nejlepšímu výsledku pro Škodu Fabia WRC. Jeho čtvrtá a poslední rally pro Škodovku byla Rally Catalunya, ale byl nucen odstoupit.
Pro rok 2006 Bengué absolvoval soutěže v Katalánsku a na Korsice s Peugeotem 307 WRC v barvách týmu BSA. Ve Španělsku skončil celkově čtvrtý, ve Francii pak skončil pátý.
V roce 2008 se Bengué vrátil do francouzského šampionátu a vyhrál dvě kola v 307 WRC.
V roce 2010 bylo Bengué oznámil že se zúčastní pěti podniků v Intercontinental Rally Challenge s britskou firmou Motor Sports Developments a pneumatikářskou firmou Hankook ve voze Opel Corsa OPC Super 2000. Kvůli poškození motoru byl nucen odstoupit ze své první rally v Ypres v první etapě. Bengué už nikdy pak vozem Corsa S200 nezávodil.

## Výsledky v MS
| Rok  | Tým                   | Vůz             | 1      | 2   | 3   | 4     | 5     | 6       | 7   | 8   | 9      | 10    | 11      | 12      | 13  | 14      | 15     | 16  | PJ  | Body |
| ---- | --------------------- | --------------- | ------ | --- | --- | ----- | ----- | ------- | --- | --- | ------ | ----- | ------- | ------- | --- | ------- | ------ | --- | --- | ---- |
| 1999 | Alexandre Bengué      | Peugeot 106 S16 | MON    | SWE | KEN | POR   | ESP   | FRA Ret | ARG | GRE | NZL    | FIN   | CHN     | ITA     | AUS | GBR     |        |     | NC  | 0    |
| 2000 | Alexandre Bengué      | Peugeot 106 S16 | MON    | SWE | KEN | POR   | ESP   | ARG     | GRE | NZL | FIN    | CYP   | FRA Ret | ITA     | AUS | GBR     |        |     | NC  | 0    |
| 2001 | Alexandre Bengué      | Peugeot 206 S16 | MONRet | SWE | POR | ESP   | ARG   | CYP     | GRE | KEN | FIN    | NZL   | ITA     | FRA     | AUS | GBR     |        |     | NC  | 0    |
| 2003 | Alexandre Bengué      | Peugeot 206 WRC | MON    | SWE | TUR | NZL   | ARG   | GRE     | CYP | GER | FIN    | AUS   | ITA     | FRA Ret | ESP | GBR     |        |     | NC  | 0    |
| 2004 | Alexandre Bengué      | Peugeot 206 WRC | MONRet | SWE | MEX | NZL   | CYP   | GRE     | TUR | ARG |        |       |         |         |     |         |        |     | NC  | 0    |
| 2004 | Alexandre Bengué      | Peugeot 206 XS  |        |     |     |       |       |         |     |     | FIN 19 |       |         |         |     |         |        |     | NC  | 0    |
| 2004 | Equipe de France FFSA | Peugeot 206 WRC |        |     |     |       |       |         |     |     |        | GER10 | JPN     | GBR     | ITA | FRA Ret | ESP    | AUS | NC  | 0    |
| 2005 | Škoda Motorsport      | Škoda Fabia WRC | MON9   | SWE | MEX | NZL   | ITA   | CYP     | TUR | GRE | ARG    | FIN   | GERRet  | GBR     | JPN | FRA 6   | ESPRet | AUS | 21. | 3    |
| 2006 | Alexandre Bengué      | Peugeot 307 WRC | MON    | SWE | MEX | ESP 4 | FRA 5 | ARG     | ITA | GRE | GER    | FIN   | JPN     | CYP     | TUR | AUS     | NZL    | GBR | 12. | 9    |